# Zemo Birtsja
Zemo Birtsja (en georgiano: ზემო ბირცხა; en abjasio: Аҩадаҭәы Бырцхә) es una aldea que pertenece a la parcialmente reconocida República de Abjasia, parte del distrito de Sujumi, aunque de iure pertenece al municipio de Sojumi de la República Autónoma de Abjasia de Georgia.

## Toponimia
Anteriormente, la aldea era conocida como Bursi (en georgiano: ბურსი).

## Geografía
Zemo Birtsja se encuentra a orillas del río Besleti, a 5 km de Sujumi. La aldea se administra desde el pueblo de Besleti.   

## Demografía
La evolución demográfica de Zemo Birtsja entre 1959 y 1989 fue la siguiente:
| 2113                                                | 2999 |
| (Fuente: Population of Abkhazia since Soviet times) |      |

Antes de la guerra de Abjasia, la mayoría de la población local eran georgianos.